# Liste von Autoren/U

## U
Anneliese Ude-Pestel (1921–2017), D
Milan Uhde (* 1936), CZ
Ludwig Uhland (1787–1862), D
Marie Ulfers (1888–1960), D
Udo Ulfkotte (1960–2017), D
Arne Ulbricht (* 1972), D
Anya Ulinich (* 1973), US
Ljudmila Ulizkaja (* 1943), RU
Otto Ullrich (1938–2015), D
Elisabeth von Ulmann (Elisabeth Meyer-Runge; 1929–2005), D
Karl Heinrich Ulrichs (1825–1895), D
Ahmet Ümit (* 1960), TR
Mehmet Ünal (* 1951), TR
Giuseppe Ungaretti (1888–1970), IT
Gert Fritz Unger (1921–2005), D
Tomi Ungerer (1931–2019), FR
Edith Unnerstad (1900–1982), S
Barry Unsworth (1930–2012), GB
John Updike (1932–2009), US
Arthur W. Upfield (1890–1964), AUS
Peter Urban (1941–2013), D
Grete von Urbanitzky (1891–1974), ÖSTERR
Leon Uris (1924–2003), US
Urmuz (1883–1923), RO
Else Ury (1877–1943), D
Halid Ziya Uşaklıgil (1866–1945), TR
Detlev von Uslar (1926–2022), D
Peter Ustinov (1921–2004), GB
Reiner Uthoff (1937–2024), D
Murat Uyurkulak (* 1972), TR
Johann Peter Uz (1720–1796), D
Mehmed Uzun (1953–2007), TR